# Ari Ziegler
Ari Ziegler, född 1966, är en svensk schackspelare, som är internationell mästare och grundare till Quality Chess UK. Mellan 2007 och 2010 var han ordförande i Sveriges Schackförbund.
Han driver sedan 1997 Svenska Schackbutiken AB där han är privat schacktränare. År 2006 gav ChessBase ut hans DVD om franskt försvar. Den blev en stor försäljningssuccé över hela världen.
Ziegler tog över Schacknytt år 2000.  Den lades ner 2005.